# 長安寺站
長安寺站（日语：／ Chōanji eki */?）是位於岩手縣大船渡市日頃市町長安寺，岩手開發鐵道的日頃市線貨運車站。
此站雖然為貨運車站，但是沒有貨物起卸。車站的功能用作列車交會（信號場）。

## 歷史
- 1950年（昭和25年）10月21日 - 車站啟用[1]。
- 1992年（平成4年）4月1日 - 結束客運業務[1]。

## 車站構造
車站是一座地面車站，設有列車交會設備和留置線（用作停泊維修車輛），可讓兩架列車進行交會。由於曾經設有客運業務，站內遺留了車站大樓和相對式月台。

## 車站周邊
- 長安寺（日语：長安寺 (大船渡市)）
- 盛川
- 國道107號（日语：国道107号）

## 相鄰車站
岩手開發鐵道
日頃市線
盛－豬川－日頃市－日頃市
- 刪除線為廢站

## 注腳
1. 1 2  会社案内 （页面存档备份，存于）（日語） - 岩手開發鐵道